# Жири (Нијевр)
Жири (фр. Giry) је насељено место у Француској у региону Бургоња, у департману Нијевр.
По подацима из 2011. године у општини је живело 218 становника, а густина насељености је износила 9,17 становника/km².

## Демографија
| 1962. | 1968. | 1975. | 1982. | 1990. | 2011. |
| ----- | ----- | ----- | ----- | ----- | ----- |
| 379   | 327   | 279   | 225   | 197   | 218   |